# مرحضة

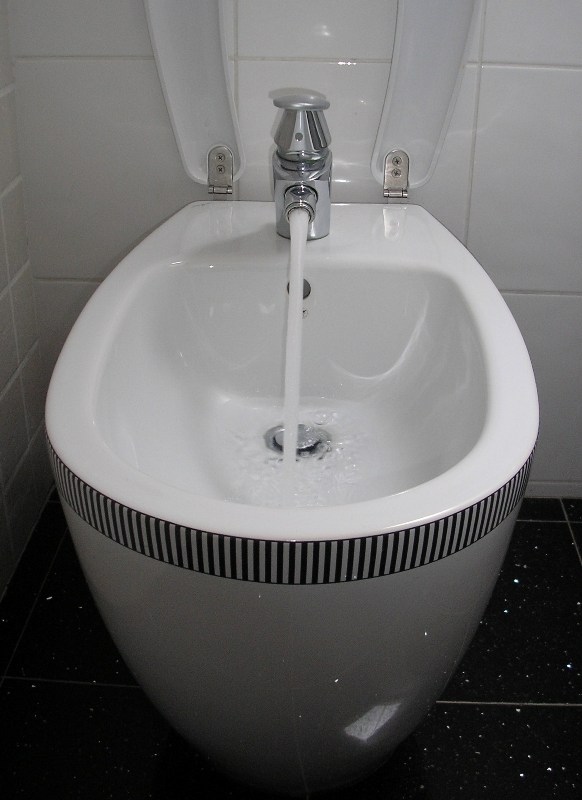
مرحضة تقليدي.

المِرْحَضة أو حوض الاستبراء أو الشطافة أو المشطف أو حوض الاستنجاء أو  (بالفرنسية:Bidet) وتنقحر إلى بيديه، هو وسيلة صرف صحية مثل بالوعة منخفضة تستخدم لتنظيف وشطف وغسل بالماء الأعضاء التناسلية والشرج.
وتعد المرحضة شكلاً خاصاً من أشكال حوض الغسيل (حوض الوجه)، ويركب على الأرض، والغرض منه غسل الأجزاء السفلية من الجسم. ويركب عليه خلاط للماء مماثل لخلاط الدش.
وبيديه هي كلمة فرنسية قديمة تعني المهر أو الحصان الصغير، لأن البديه يُركب كما يُركب الحصان. وقد ابتكره أحد صناع الأثاث الفرنسيين وهو مارك أندري جاكوب في أواخر القرن السابع عشر لحمام العائلة المالكة الفرنسية، وكان بطبيعة الحال خشبيا في ذلك الوقت. كانت المرحضة يستخدم في البداية في غرف النوم، ثم انتقل بعد ذلك إلى الحمامات.

## كيفية الاستخدام

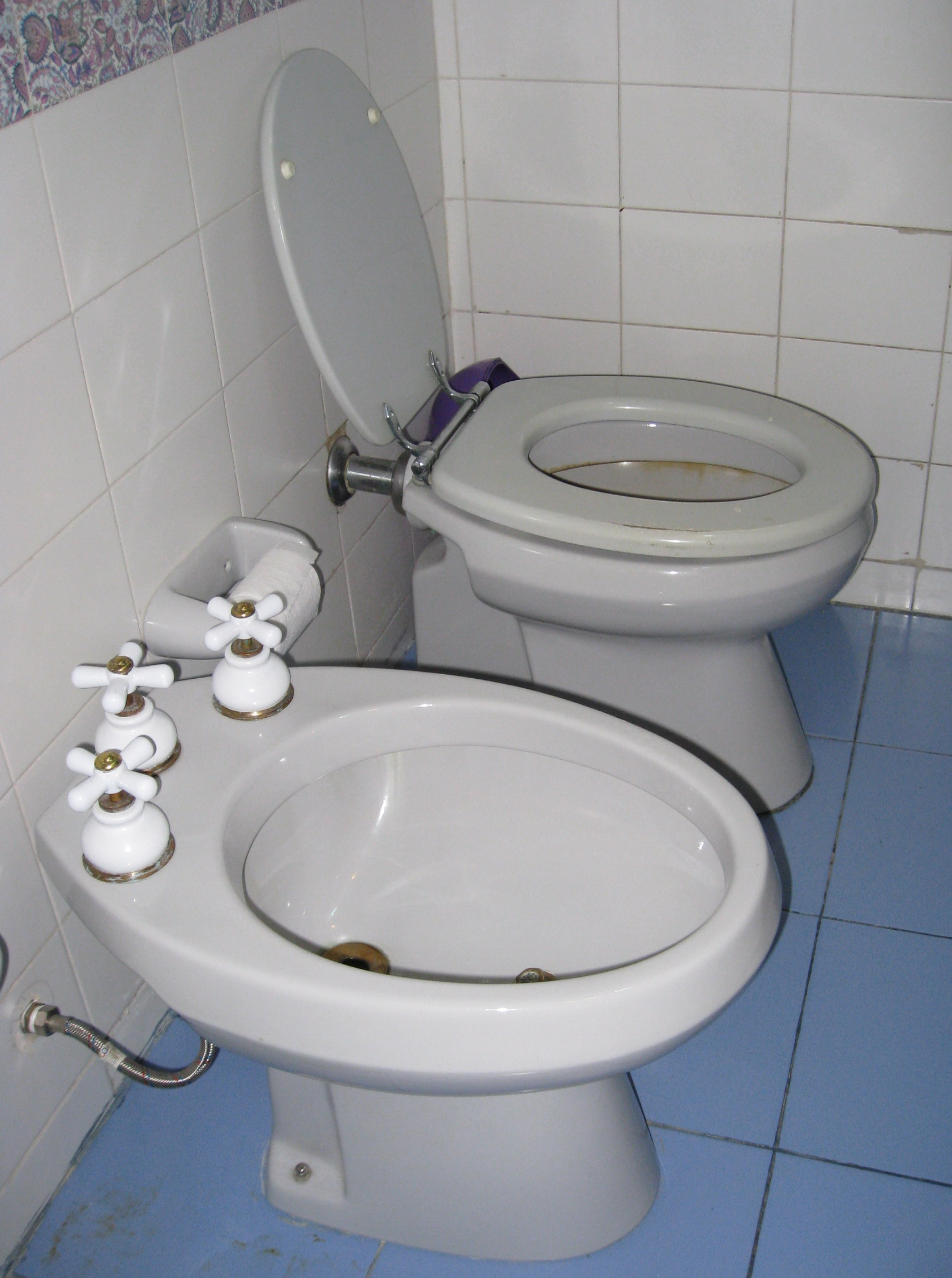
مرحضة (يسار) إلى جانب المرحاض.

تستخدم المرحضة لغسل الأعضاء التناسلية الخارجية وفتحة الشرج، ولا مانع في استخدامها لغسل أجزاء أُخَرَ من الجسم كالقدمين.
تختلف نماذج المرحضة فمنها ما توصل به فتحة دوش حمام وتستخدم لتنظيف الأعضاء التناسلية والمستقيم. وقد نجد نماذج أكثر تطورًا أيًضا وهي التحكم الكهربائي والتدفئة والتجفيف في منطقة الجلوس عن طريق الهواء الساخن.
ويعد استخدام المرحضة صحي أكثر من استخدام ورق التواليت، وذلك بفضل استخدام المرحضة التنظيف بالمياه. كما يمكن أن يكون مفيدا بشكل خاص كحمام للمسنين أو الأشخاص الذين يعانون من ضعف الحركة وأولئك الذين يعانون من البواسير.

## إنتشار المرحضة
يُستخدم مرحاض الشطف أو المرحضة في الدول ذات الأغلبية الكاثوليكية وفي العديد من البلدان الأوروبية الجنوبية، وخاصةً في إيطاليا، حيث وجدوا استنادًا لدراسة أنّ في 95% من المنازل الأسرية تملك المرحضة، والبرتغال حيث يتواجد مرحاض شطف في معظم الشقق (92%). بالإضافة إلى ذلك، فهو متواجد على نطاق واسع في فرنسا (وجدت دراسة تعود لسنة 1970 أن 95% من المنازل تملك شطافة أو المرحضة) وإسبانيا، وفي ألبانيا وكرواتيا وسلوفينيا ومالطا واليونان وقبرص وبلغاريا ورومانيا وجمهورية مقدونيا والمجر وجمهورية التشيك. في فنلندا يشيع استعمال مرحضة الشطاف الصحي.
يستخدم مرحاض الشطف أو المرحضة في بعض البلدان في الأمريكتين، وخاصًة في أمريكا الجنوبية، وهو متواجد في غالبية المنازل والمباني من فنادق وغيرها في الأرجنتين (90% من المنازل تحوي المرحضة) وباراغواي وأوروغواي والبرازيل والمكسيك وفنزويلا وكولومبيا وغيرها من دول أمريكا اللاتينية. وهو شائع في دول القوقاز (أرمينيا وجورجيا وأذربيجان) البلدان العربية وفي دول الشرق الأوسط، مثل تركيا وإيران والعراق ولبنان والكويت والمملكة العربية السعودية وقطر والإمارات العربية المتحدة، وفي المغرب العربي، وخاصًة في ليبيا ومصر والمغرب ويطلق على المرحضة في الثقافة العربية باسم الشطّافة. وفي الكثير من بلدان شرق آسيا، وخاصًة اليابان وبنغلاديش وتايلاند وفيتنام والفلبين، وتستخدم مرحاض الشطف في كوريا الجنوبية أيضًا.
تختلف المرحضة من بلد إلى بلد ففي دول أوروبا الجنوبية تميل لتكون في موقع منفصل عن المرحاض ويكون بشكل عام إلى جانب المرحاض، في حين يكون في دول أخرى على شكل فتحة دوش داخل المرحاض نفسه. إن أهم ما يتميز به هو إلحاق وظائف المرحاض الغربي التقليدي مع مع وظائف الشطافة (المرحضة) من خلال تزويد المقعد بوظائف التشطيف، أو يتم استعمال دوش ويكون إلى جانب المرحاض.

## اقرأ أيضا
- الشطاف الصحي

## مواقع خارجية
- Bidet Health Benefits